# Eustachio di Laviefuille
Eustachio De Laviefuille (Nîmes, 1682 – Palermo, 23 luglio 1754) fu Grande d'Espagna, Viceré di Sicilia per conto di Carlo di Borbone dal 1747 al 1754.
Egli fu secondogenito di Georges de La Viefville e Marie-Catherine de Ranst da una nobile famiglia di Fiandra. Suo fratello era il Marchese François-Joseph Germain de La Viefville. 
Fu sepolto a Palermo nella chiesa di Santa Maria della Pace ai Cappuccini. Il cuore, conservato in un'urna marmorea "... adorna di nobilissimi trofei e di una medaglia, in cui si esprime la Sicilia in atto di versare lacrime per la perdita da essa fatta del suo governatore...", fu donato ai Padri Gesuiti ed esposto in un ambiente di Casa Professa.
È presente un medaglione marmoreo in marmo bianco, scolpito in bassorilievo dallo scultore Giuseppe Buceti nel 1753. Il rilievo fu posto sulla facciata della Loggia dei Negozianti. Nel 1813 fu posto sulla facciata della Palazzata di Giacomo Minutoli. Nel 1988 fu posto sulla facciata del Palazzo dell'INA.